# Катрин Клас
Катрин Клас (Хајгер, 6. фебруар 1984) је немачка атлетичарка која се такмичи у бацању кладива. Чланица је Атлетског клуба Ајнтрахт Франкфурт.
Класова је висока 1,68 м, а тешка 70 кг.
Лични рекорд у бацању кладива износи 76,05 м, који је постигла 10. августа 2012. у Лондону.

## Значајнији резултати
| Год. | Такмичење                    | Место                        | Пласман | Резултат |
| ---- | ---------------------------- | ---------------------------- | ------- | -------- |
| 2003 | Европско јуниорско првенство | Тампере, Финска              | 8       | 58,94    |
| 2006 | Европско првенство           | Гетеборг, Шведска            | 6       | 70,59    |
| 2006 | Светско атлетско финале      | Штутгарт, Немачка            | 7       | 66,37    |
| 2007 | Светско атлетско финале      | Штутгарт, Немачка            | 6       | 69,00    |
| 2007 | Светско првенство 2007       | Осака, Јапан                 | 17      | 64,00    |
| 2008 | Олимпијске игре 2008         | Пекинг, Кина                 | 11      | 67,54    |
| 2009 | Светско првенство            | Берлин, Немачка              | 4       | 74,23    |
| 2009 | Летња универзијада           | Београд, Србија              | 3       | 70,97    |
| 2009 | Светско атлетско финале      | Солун, Грчка                 | 4       | 69,50    |
| 2011 | Светско првенство            | Тегу, Јужна Кореја           | 7       | 71,89    |
| 2012 | Европско првенство           | Хелсинки, Финска             | 4       | 70,44    |
| 2012 | Олимпијске игре              | Лондон, Уједињено Краљевство | 5       | 76,05    |
| 2013 | Светско првенство            | Москва, Русија               | 20      | 68,34    |
| 2014 | Зимски куп Европе            | Леирија, Португалија         | 3       | 70,99    |